# فانيا غوشا
فانيا غوشا (بالسيريلية الصربية: Вања Гуша؛ مواليد 28 يوليو 1966) هو مدرب كرة سلة صربي.

## النشأة
وُلِد غوشا في زادار، جمهورية كرواتيا الاشتراكية، جمهورية يوغوسلافيا الاشتراكية الاتحادية، لأبوين صربيين. بدأ لعب كرة السلة في فريق الناشئين لفريق مسقط رأسه نادي زادار. إلا أن عائلته فرت لاحقًا إلى بلغراد، مع بداية الحروب اليوغوسلافية.

## المسيرة التدريبية

### فرق الشباب
عمل جوشا مدربًا للفئات السنية لفرق من بلغراد، مثل: بيوفوك 72 (1993–1995؛ 2003–2007)، وبيوبانكا (1996–1999)، وأفالا آدا (2000–2003)، إف إم بي زيليزنيك وكرفينا زفيزدا. فاز ببطولتين دوليتين للناشئين من نايكي مع فريق إف إم بي زيليزنيك تحت 18 سنة (2008، 2009).

### فرق الكبار
في أغسطس 2013، انتقل غوشا إلى الكويت. وكان مساعدًا لمدرب نادي كاظمة في دوري الدرجة الأولى الكويتي. في 23 يوليو 2016، عُيّن مدربًا رئيسيًا لنادي الكويت الرياضي.
في 13 يوليو 2017، عُيّن غوشا مدربًا رئيسيًا لفريق زلاتيبور في دوري كرة السلة الصربي. انفصل عن زلاتيبور في فبراير 2019.
في 4 فبراير 2021، أصبح غوشا المدرب الرئيسي لفريق تيودو تيفات الجبل الأسود. ومع ذلك، فقد انفصل عن تيودو قبل ظهوره الأول. في 13 فبراير، عيّن نادي إف إم بيه غوشا مدربًا رئيسيًا جديدًا له. غادر نادي إف إم بيه بعد نهاية موسم 2020–21.

### المنتخبات الوطنية للشباب
كان جوشا المدرب الرئيسي لفريق صربيا تحت 16 سنة الذي فاز بالميدالية الفضية في بطولة أوروبا لكرة السلة تحت 16 سنة 2013 في كييف، أوكرانيا. في العام التالي، كان المدرب الرئيسي لفريق صربيا تحت 17 سنة الذي فاز بالميدالية البرونزية في بطولة العالم لكرة السلة تحت 17 سنة 2014 في دبي، الإمارات العربية المتحدة. في كلتا البطولتين، درب جوشا لاعبين مثل ستيفان بينو وفانجا مارينكوفيتش.
في عام 2015، كان غوشا المدرب الرئيسي لفريق الجامعة الصربية في دورة الألعاب الجامعية الصيفية في غوانغجو، كوريا الجنوبية. أنهى فريقه البطولة في المركز التاسع بسجل 6–2. كما درب غوشا فريقًا للبنين في مهرجان الشباب الأولمبي الأوروبي (2011–2013).
في فبراير 2019، وقع غوشا مع اتحاد كرة السلة البحريني كمدرب رئيسي للمنتخب الوطني البحريني للناشئين.

## الإنجازات المهنية
- بطل كأس الدوري الصربي: 1 (مع زلاتيبور: 2017–18)
- بطل بطولة نايك الدولية للشباب: 2 (مع إف إم بي: 2007–08، 2008–09)
- بطل دوري كرة السلة الكويتي:  ذهبية (مع الكويت: 2017)
- مهرجان الألعاب الأولمبية الأوروبية للشباب 2011:  فضية
- مهرجان الألعاب الأولمبية الأوروبية للشباب 2013:  ذهبية

## وصلات خارجية
- Coach Profile at eurobasket.com